# Gina Alice Redlinger
Gina Alice Redlinger (* 22. August 1994 in Wiesbaden) ist eine deutsch-südkoreanische Pianistin.

## Biografie
Redlinger ist die Tochter von Jürgen Redlinger und einer südkoreanischen Frau. Ihr Onkel Martin Redlinger ist Marketing-Direktor des Konzerthauses in Berlin. Sie spielt bereits seit ihrem vierten Lebensjahr Klavier. Mit sieben Jahren wurde sie Schülerin der russisch-deutschen Klavierpädagogin Irina Edelstein. Im Alter von 14 Jahren kam sie als Jungstudentin in die Meisterklasse von Lev Natochenny an der Hochschule für Musik und Darstellende Kunst Frankfurt am Main. Sie absolvierte außerdem Meisterkurse bei László Simon, Klaus Hellwig und Gary Graffman.
Mit acht Jahren führte Redlinger in Frankfurt Haydns Klavierkonzert in D-Dur auf. Seitdem trat sie regelmäßig als Solistin in Konzerten in Deutschland auf. Im Jahr 2007 war sie erstmals im Fernsehen zu erleben: In der ZDF-Show Klassik Kids spielte sie mit dem Landesjugendorchester Berlin unter der Leitung von Rasmus Baumann den ersten Satz des 1. Klavierkonzerts von Mendelssohn. Zu ihren ersten Auftritten im Ausland zählen Konzerte im Rahmen der Académie Internationale du Moulin d’Andé in Frankreich und beim Burgos International Music Festival 2008 in Spanien. Im Frühjahr 2012 spielte sie in der Berliner Philharmonie das 1. Klavierkonzert von Mendelssohn mit dem Deutschen Symphonie-Orchester Berlin unter der Leitung von Kazuo Kanemaki. Im Januar 2013 wurde sie vom Hörfunksender hr2-kultur in der Reihe „Junge Virtuosen“ präsentiert. Im März 2013 gastierte sie mit dem 1. Klavierkonzert von Rachmaninow erneut in der Berliner Philharmonie.
Im Juni 2019 heiratete Redlinger im französischen Schloss Versailles den chinesischen Pianisten Lang Lang. Zusammen mit Lang Lang hat sie einen 2021 geborenen Sohn. Nach Berichten chinesischer Medien spricht sie neben Deutsch und Koreanisch auch Englisch, Französisch und Chinesisch.

## Auszeichnungen (Auswahl)
- 2002: Erste Preise bei Jugend musiziert[5]
- 2004: Erster Preis beim Internationalen Klavierwettbewerb Wiesbaden[5]
- 2006: Publikumspreis und Pianistenklub-Preis beim Münchner Klavierpodium der Jugend[9]

## Filmografie
- 2019: Xing fu san chong zou (TV-Serie)
- 2024: Verstehen Sie Spaß? (TV-Show)